# Li Portenlänger
Aloisa „Li“ Portenlänger (* 1952 in Eichstätt) ist eine deutsche Künstlerin und Leiterin der Lithographie-Werkstatt Eichstätt.

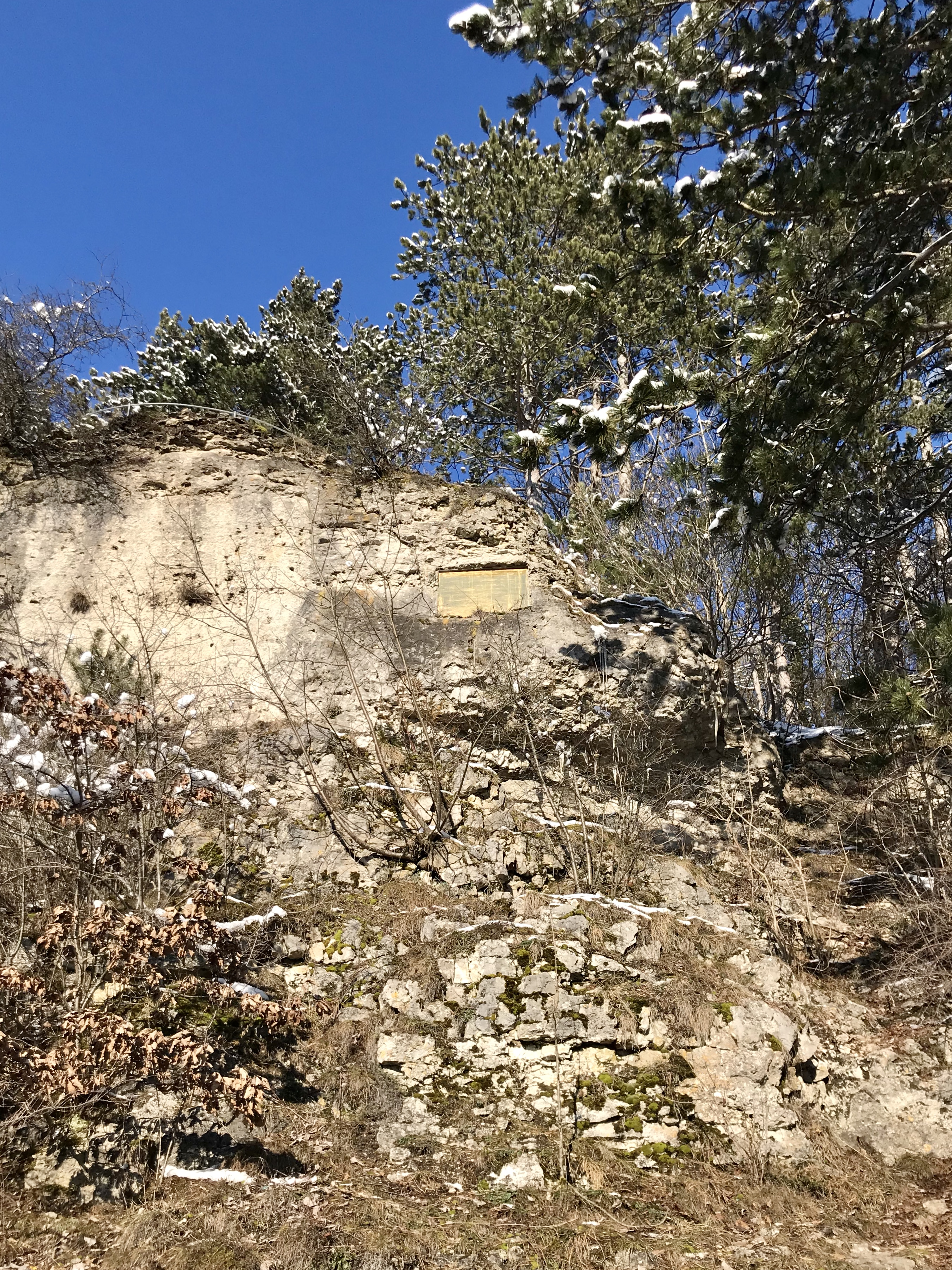
Der Goldene Pfad, Rechteck

## Werdegang
Portenlänger studierte von 1974 bis 1978 Flächengestaltung (Grafik und Malerei) an der Hochschule für Künste Bremen. Zwischen 1979 und 1984 besuchte sie in Bremen die Fachschule Freier Moderner Tanz bei Gerd Leon. Außerdem studierte sie Lithografie am RhoK in Brüssel. Neben ihren Studienfächern hat sie sich mit historischem Tanz und chinesischer Körperkunst beschäftigt. Der Schwerpunkt ihres Werks liegt inzwischen auf der Lithografie. An ihrem Wohnort in Eichstätt leitet sie seit 1998 die städtische Lithographie-Werkstatt Eichstätt und dabei auch das Projekt Hortus-Wunder-Wanderkammer, das Bezug auf den Hortus Eystettensis nimmt.
Sie wohnt in einem von Gabriel de Gabrieli erbauten barockem Stadthaus aus dem Jahr 1735.

## Werke
- 1983: Kunstwerk "Steinzeit gegen Betonzeit" - Gymnasium Links der Weser, Obervieland[4]
- 1997: Der Goldene Pfad (drei goldene Objekte: Dreieck, Quadrat und Rechteck) zum 250. Todesjahr von Gabriel de Gabrieli

## Ausstellungen

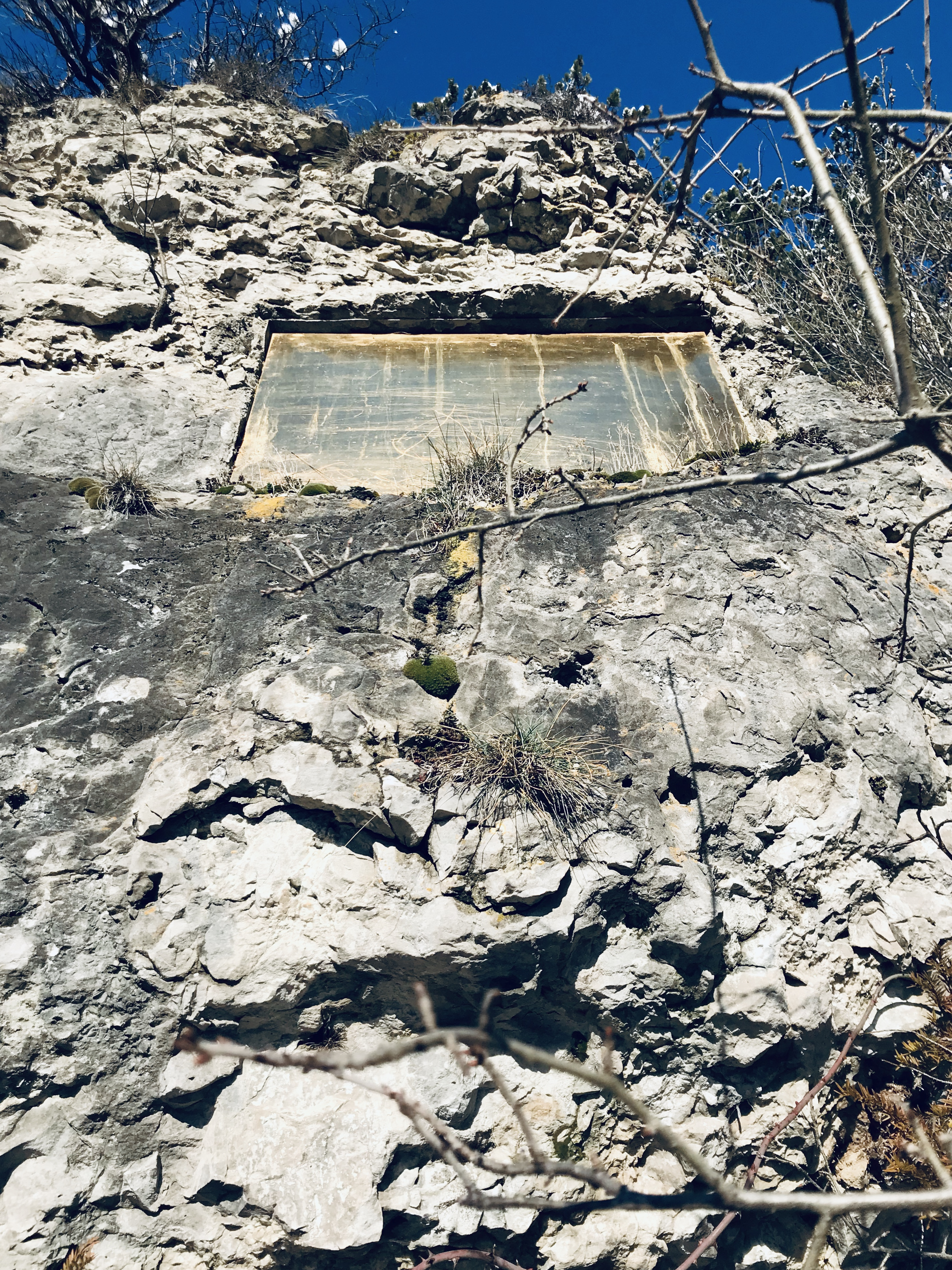
Detail

Arbeiten von Li Portenlänger waren seit 1978 bei Ausstellungen in Deutschland, Österreich, Italien, Belgien und den USA zu sehen. Dazu hat sie mehrere Projekte im öffentlichen Raum, insbesondere in Bremen, verwirklicht und Performances in Museen, Galerien und Sakralräumen aufgeführt.
- 1998: Eröffnungs-Performance des Leonrodplatzes Eichstätt

## Auszeichnungen und Preise
- 2018: Kulturpreis der Stadt Eichstätt[6][7]

## Literatur

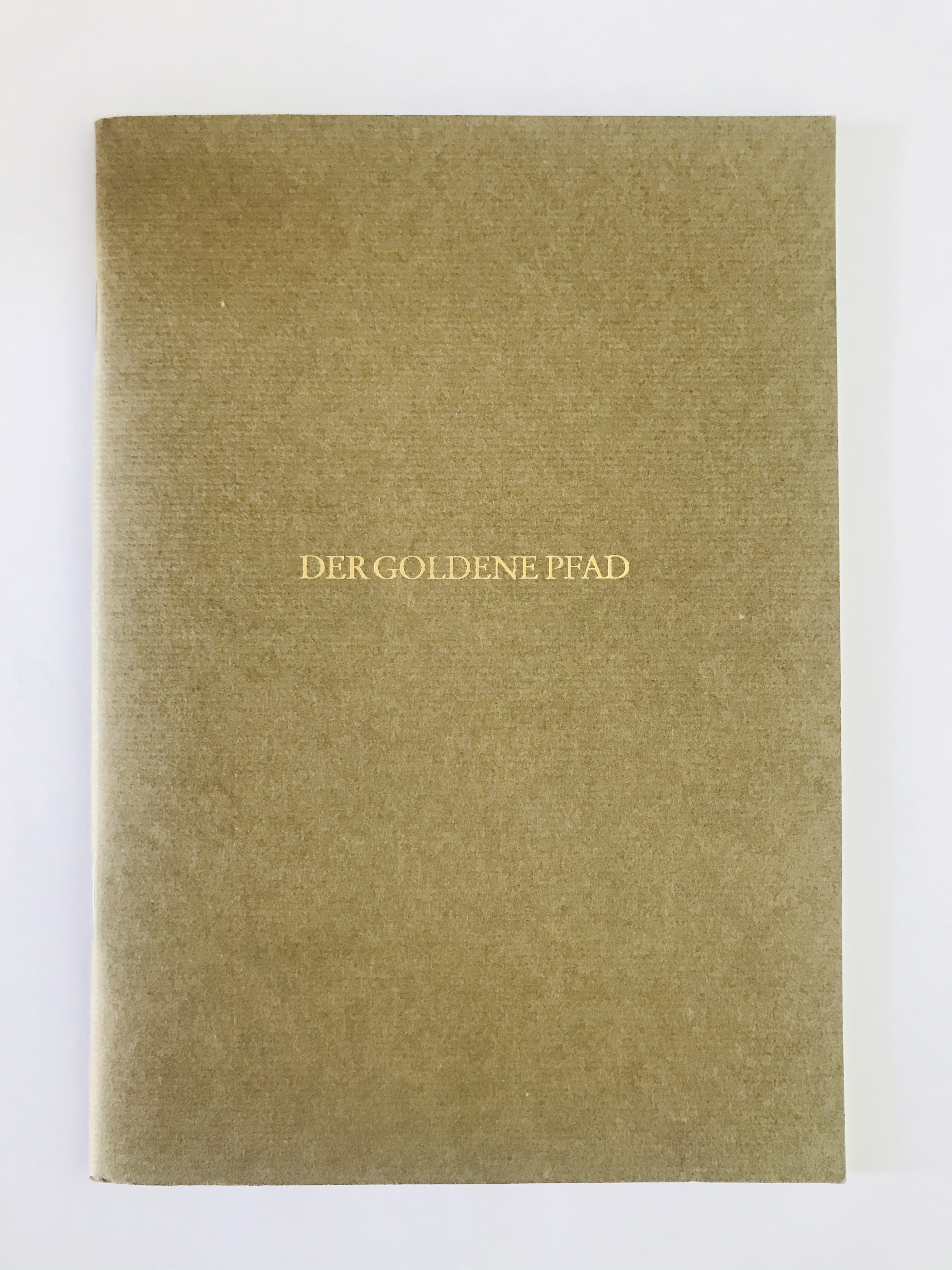
Der goldene Pfad

## Belege
1. ↑  Projekt Kunsträume. In: Stadtkultur - Netzwerk bayerischer Städte. 2008, abgerufen am 8. August 2020.
2. ↑  Lithographie-Werkstatt Eichstätt. Abgerufen am 8. August 2020.
3. ↑  Li Portenlaenger (Germany). Biennial of Douro, abgerufen am 8. August 2020 (englisch).
4. ↑  Kunstwerk "Steinzeit gegen Betonzeit" in Bremen-Kattenturm. 25. Mai 2020, abgerufen am 19. Februar 2021 (deutsch).
5. ↑  Li Portenlänger. In: Kunst im öffentlichen Raum Bremen. Abgerufen am 8. August 2020.
6. ↑  Clever ins Web Max Foerster: Li Portenlänger eine von zwei Preisträgern - Kulturkanal Ingolstadt Kultur aus Pfaffenhofen und Eichstätt sowie Neuburg-Schrobenhausen. Abgerufen am 3. April 2021.
7. ↑  Eichstätt: Vier ausgezeichnete Eichstätter. Abgerufen am 3. April 2021.
8. ↑  „ELF + ELF. Scherenschnitt Sie“ (Portenlänger Li und Michael Harre) A02khn7l01ZZ5. In: ZVAB.com. Abgerufen am 23. Februar 2021.

| Personendaten    | Personendaten                             |
| ---------------- | ----------------------------------------- |
| NAME             | Portenlänger, Li                          |
| ALTERNATIVNAMEN  | Portenlänger, Aloisa (vollständiger Name) |
| KURZBESCHREIBUNG | deutsche Künstlerin                       |
| GEBURTSDATUM     | 1952                                      |
| GEBURTSORT       | Eichstätt                                 |